# Archaeopotamus
Az Archaeopotamus az emlősök (Mammalia) osztályának párosujjú patások (Artiodactyla) rendjébe, ezen belül a vízilófélék (Hippopotamidae) családjába tartozó fosszilis nem.

## Előfordulása
Az Archaeopotamus Afrikában és a Közel-Keleten élt a miocén végén, valamint a pliocén korban, azaz 7,5-2,58 millió évvel ezelőtt. Az állat maradványait a kenyai Turkana- és Viktória-tavaknál, valamint Abu-Dzabi mellett fedezték fel. Ezek az egymástól távoli lelőhelyek, arra utalnak, hogy ennek az ősvízilónak az előfordulási területe magába foglalta Kelet-Afrikát és az Arab-félszigetet.

## Kifejlődése és neve
Az eddigi felfedezett fosszilis vízilovak közül a legősibb a Kenyapotamus, azonban ez az állat csak néhány töredékes kövületből ismert, míg az Archaeopotamus maradványai teljesebbek és jobb minőségűek. A szóban forgó vízilónak az őse nem ismert; nem lehet pontosan meghatározni, hogy a Kenyapotamus-e az őse ennek az állatnak. Habár az Archaeopotamus-fajok ősibbek, mint a Hippopotamusok és a Hexaprotodonok, nem lehet azt állítani, hogy ez utóbbiaknak az őseik; inkább testvér taxonokként tekinthetők.
2005-ig az Archaeopotamus-fajokat Hexaprotodonokként tartották számon, de a különbségek miatt kivonták közülük. Az Archaeopotamus magyarul „a folyó ősét” jelenti.
Pliocén kor végi, körülbelül 2,58 millió éves Archaeopotamusszerű kövületek is előkerültek. Ezek jelentősen eltérnek a korabeli Hippopotamus és Hexaprotodon maradványoktól.

## Megjelenése
Számos ősvíziló maradványt az állkapocscsontjának köszönhetően ismerünk. Az Archaeopotamusnak amint Hexaprotodonnak is, három pár agyarfoga volt. A Hexaprotodon-fajoktól eltérően az Archaeopotamus állkapcsának az elülső része megnyúlt, emiatt „keskeny szájú vízilónak” becézik.

## Rendszerezés
A nembe az alábbi 3 faj tartozik:
- Archaeopotamus harvardi (Coryndon, 1977) - ezt az állatot 1977-ben írták le először, Hexaprotodon harvardi néven.[2] Habár megjelenésben az A. harvardi és A. lothagamensis nagyon hasonlítanak, az utóbbi faj jóval kisebb méretű volt. Az A. harvardi combcsontja (femur) körülbelül ugyanakkora, mint a ma is élő nílusi vízilóé (Hippopotamus amphibius). Az Abu-Dzabiban felfedezett ősvíziló maradványokat Hexaprotodon sahabiensis név alatt írták le, de manapság vagy A. harvardinak, vagy A. lothagamensisnak tekintik. Az A. harvardi fajból, az A. lothagamensisszal ellentétben, több maradvány került elő. Ez az ősvíziló, a nembéli rokonától eltérően, nagyobb mértékben volt vízhez kötött.[1][3]
- Archaeopotamus lothagamensis (Weston, 2000) - ennek az állatnak a maradványait a kenyai Turkana-tó délnyugati részén fekvő Lothagamnál fedezték fel. 2000-ben írták le először, Hexaprotodon lothagamensis néven. Bár már akkor szembetűnt a kutatóknak a közte és a Hexaprotodon-fajok közötti morfológiai eltérések. Az A. lothagamensis kisebb volt, a nembéli rokonánál, az A. harvardinál és a nílusi vízilónál is. A csontváza karcsúbb felépítésű. Habár kisebb volt annál a két vízilófajnál, mégis jóval nagyobb volt, mint a ma is Nyugat-Afrikában élő törpe víziló (Choeropsis liberiensis).[3]
- Archaeopotamus qeshta (Boisserie et al., 2017)

## Fordítás
- Ez a szócikk részben vagy egészben  az   Archaeopotamus című angol Wikipédia-szócikk ezen változatának fordításán alapul.  Az eredeti cikk szerkesztőit annak laptörténete sorolja fel. Ez a jelzés csupán a megfogalmazás eredetét és a szerzői jogokat jelzi, nem szolgál a cikkben szereplő információk forrásmegjelöléseként.